# Edifici d'habitatges a Fontajau
L'Edifici d'habitatges a Fontajau és una obra de les darresres tendències de Girona inclosa a l'Inventari del Patrimoni Arquitectònic de Catalunya.

## Descripció
L'edifici es troba al límit d'una trama residencial de cases disposades en filera. A l'altre costat es troba un espai destinat a un parc urbà per on transcorre la riera. La seva peculiar disposició és la raó per la qual el volum de l'edifici és bastant vertical i alhora la seva orientació queda clarament accentuada en el tractament de les façanes i la coberta. El protagonisme volumètric que té és bastant notable.
El conjunt està format per tres cases amb la mateixa morfologia i amb dos habitatges per planta. La sala d'estar, el menjador i la cuina se situen de façana a façana, mentre que els dormitoris ocupen l'altre crugia, disposats dos a cada façana. El fet que l'edifici sigui exempt permet una major regularitat i distribució dels espais. L'últim pis és un dúplex, i el tractament exterior l'apropa més a l'estètica de la coberta que no pas a la resta de la façana.
Les façanes laterals imiten les mitgeres fictícies, amb taulons de fusta lleugerament retractats en relació al límit de les façanes longitudinals. Aquesta solució accentua el perfil de l'edifici i talla la continuïtat edificatòria que s'havia previst en un moment inicial.